# BeNuts
Les BeNuts sont un groupe de Ska originaire de Munich, actifs depuis 1994.

## Discographie
- 1996: 3 Tone S'Kaa (Artysan Records)
- 1998: Captain Rude (Artysan Records)
- 1999: Haching (Rockwerk Records)
- 2001: Nutty By Nature (Wolverine Records)
- 2004: Sex Sells (Wolverine Records)
- 2006: A Fistful of Offbeat (EP) (Rockwerk Records)
- 2007: Best Of... Live! (Wolverine Records)
- 2008: Bavarian Ska Maniacs (South Bell Records - Japan, Pork Pie Records - Europe)
- 2009: Shut Up and Dance (Impulso/GLM)

## Liens
- http://www.benuts.de